# Nasuella
Nasuella är ett släkte i familjen halvbjörnar med två arter som förekommer i norra Sydamerika.
Arterna är:
- Mindre bergsnäsbjörn (Nasuella olivacea), lever i bergstrakter i Colombia och Ecuador.
- Nasuella meridensis, hittas i bergstrakter i Venezuela.

Enligt nyare fylogenetiska undersökningar är släktet ett systertaxon till vitnosad näsbjörn (Nasua narica). Zoologerna föreslår att arterna åter infogas i släktet Nasua.